# Pole Aerial Photography

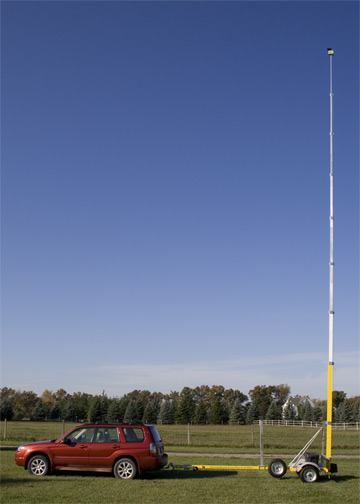
Mobiler Kameramast

Die Pole Aerial Photography (deutsch etwa „Stab-Luftbildfotografie“) ist eine spezielle Art der Luftbildfotografie. Der Fotograf befindet sich dabei auf dem Boden, die Kamera ist auf einem Stab, in der Regel einem Teleskopmast, angebracht. So lassen sich Höhen bis etwa 20 Meter erreichen.

## Vergleich zu anderen Arten der Luftbildfotografie
- Die Pole Aerial Photography deckt einen Höhenbereich von nur bis zu etwa 20 Metern für den Kamerastandpunkt ab, entsprechend beschränkt ist die Höhenperspektive und die Größe des ohne Verzerrung überblickbaren Aufnahmegegenstandes. Pole Aerial Photography ist wenig wetterabhängig.

- Mit einem – bemannten – Flugzeug oder Hubschrauber soll hingegen eine Mindestflughöhe von typisch 150 m eingehalten werden. Die größere Höhe erlaubt das Abbilden größerer Flächen und Objekte, macht die Methode jedoch empfindlicher für Dunst. Vibrationen kleiner Motorfluggeräte erfordert fast zwingend das händische Halten einer Kamera. Segelflug beschränkt erreichbare Gebiete und mögliche Flugzeiten, ein Motorsegler bietet da Vorteile.

- Drohnen (UAVs, Multicopter) können höher als 20 m geflogen werden, sind mitunter windanfällig.

- Eine Leiter als einfachste Variante genügt oft für eine Standpunkterhöhung, um eine kleinere Menschengruppe abzubilden, die auf der Ebene steht, oder eine größere Gruppe, die auf einer Tribüne steht.

### Kite Aerial Photography
- Bei der Kite Aerial Photography wird ein gewisses Maß an Wind benötigt, um den Drachen auf Höhe zu halten. Wind ist der Pole Aerial Photography eher abträglich, da dieser ein Drehmoment an einem (unabgespannten) Mast erzeugt, was zu einer schwierigeren Kontrolle über die Kamera führt.

## Technik

### Der Mast

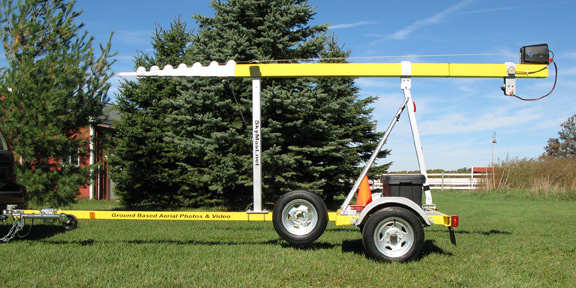
Mobiler Kameramast, Teleskop zusammengeschoben und horizontal geklappt

Als Mast wird in der Regel ein ausfahrbarer Teleskopmast verwendet, da sich einteilige Masten nur schwer transportieren lassen. Der Mast kann fest an einem Auto montiert werden oder als tragbare Variante mit einem schweren Stativ auf dem Boden aufgebaut werden.

### Der Schwenkkopf

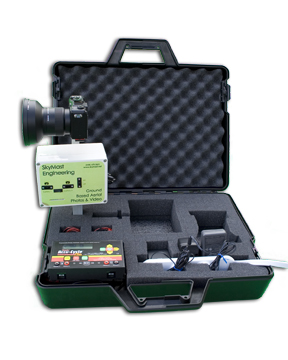
Kamera mit Schwenkkopf

Damit die Kamera vom Boden aus in ihrer Lage fernbedient werden kann, wird ein servogesteuerter Stativkopf benötigt. Solche Köpfe gibt es bereits zu kaufen, viele Fotografen verwenden jedoch eigene Konstruktionen.
Bei Spiegelreflexkameras war es bisher nicht möglich, das Sucherbild vom Boden aus zu kontrollieren. Deshalb verfügen einige Stativköpfe zusätzlich über eine günstigere, kleine Videokamera, die zumindest eine grobe Abschätzung des Sucherbildes erlaubt.

### Kameras
In der Regel werden bei der Pole Aerial Photography fernsteuerbare Digitalkameras verwendet.

#### Point-And-Shoot-Kameras
Diese kleinen digitalen Kameras bieten bereits seit einigen Jahren den Vorteil der Fernbedienung über einen Computer. Das Sucherbild kann live von der Kamera zum Computer übertragen werden und sämtliche Einstellungen (Zoom, Fokussierung, Auslösung) von dort aus vorgenommen werden.

#### Digitale Spiegelreflexkameras
Erst in der neuesten Generation sind digitale Spiegelreflexkameras ebenfalls fernsteuerbar. Allerdings muss man hier den Abstrich beim Zoom machen. Für Filmkameras und die älteren Generationen digitaler Spiegelreflexkameras konnte nur eine zusätzliche Videokamera zur Abschätzung des Sucherbildes sowie der Autofokus verwendet werden. Alleine die ferngesteuerte Auslösung ist bei diesen Modellen ebenfalls möglich.